# Tur'an
Tur'an (hebrejsky תֻּרְעָן nebo טורעאן, arabsky طرعان, v oficiálním přepisu do angličtiny Tur'an) je místní rada (malé město) v Izraeli, v Severním distriktu.

## Geografie
Leží v nadmořské výšce 227 metrů v Dolní Galileji. Je situován na severní okraj údolí Bik'at Tur'an, na úpatí masivu hory Har Tur'an. Údolím protéká vádí Nachal Jiftach'el, do kterého po západním okraji města přitéká vádí Nachal Tur'an.
Město se nachází cca 97 kilometrů severovýchodně od centra Tel Avivu a cca 37 kilometrů východně od centra Haify, v hustě osídleném pásu, přičemž osídlení v tomto regionu je etnicky smíšené. Vlastní Tur'an obývají Izraelští Arabové. V okolí leží mnoho dalších arabských obcí včetně velkých měst v aglomeraci Nazaretu. Mezi nimi ale leží rozptýlené menší židovské vesnice. Na východní straně pak začíná oblast při Galilejském jezeru s demografickou převahou židů. Město je na dopravní síť napojeno pomocí dálnice číslo 77, která vede do Tiberiasu.

## Dějiny
Tur'an podle místní tradice vznikl cca před 200 lety. V obci se ale dochovaly zbytky zdí a nádrží z římských dob.
Tur'an byl dobyt izraelskou armádou v rámci Operace Dekel během války za nezávislost v červenci roku 1948. Po dobytí nebyla tato arabská vesnice na rozdíl od mnoha jiných vysídlena a udržela si svůj arabský ráz. V roce 1959 byl Tur'an povýšen na místní radu (malé město).
Většina obyvatel dojíždí za prací mimo obec, část se zabývá zemědělstvím, zejména pěstováním oliv. V obci fungují dva křesťanské kostely a dvě mešity.

## Demografie
Tur'an je etnicky zcela arabským městem. Podle údajů z roku 2005 tvořili arabští muslimové 87,1 % a arabští křesťané 12,9 % populace. Jde o středně velké sídlo městského charakteru. K 31. prosinci 2017 zde žilo 13 700 lidí.
| Rok            | 1922 | 1931 | 1945  | 1948  | 1949  | 1955  | 1961  | 1972  | 1980  | 1983  | 1990  | 1993  | 1994  | 1995  | 1996  | 1997  | 1998  | 1999  | 2000  |
| -------------- | ---- | ---- | ----- | ----- | ----- | ----- | ----- | ----- | ----- | ----- | ----- | ----- | ----- | ----- | ----- | ----- | ----- | ----- | ----- |
| Počet obyvatel | 768  | 961  | 1 350 | 1 268 | 1 444 | 1 900 | 2 300 | 3 900 | 5 400 | 5 800 | 7 200 | 8 000 | 8 200 | 8 500 | 8 700 | 8 900 | 9 200 | 9 500 | 9 800 |

| Rok            | 2001   | 2002   | 2003   | 2004   | 2005   | 2006   | 2007   | 2008   | 2009   | 2010   | 2011   | 2012   | 2013   | 2014   | 2015   | 2016   | 2017   |
| -------------- | ------ | ------ | ------ | ------ | ------ | ------ | ------ | ------ | ------ | ------ | ------ | ------ | ------ | ------ | ------ | ------ | ------ |
| Počet obyvatel | 10 000 | 10 300 | 10 600 | 10 900 | 11 100 | 11 400 | 11 600 | 11 898 | 11 924 | 12 100 | 12 400 | 12 700 | 12 800 | 13 000 | 13 300 | 13 500 | 13 700 |